# Matsu-Klasse
Die Matsu-Klasse (japanisch 松型駆逐艦 Matsu-gata kuchikukan) war eine Klasse von achtzehn Zerstörern der Kaiserlich Japanischen Marine, welche im Zweiten Weltkrieg zum Einsatz kamen. Die japanische Marine bezeichnete die Schiffe auch als D-Klasse-Zerstörer (丁型駆逐艦, Tei-gata kuchikukan).

## Allgemeines
Die im Jahr 1942 aufgetretenen Verluste (Schlacht um Guadalcanal) zwangen den Admiralstab der Kaiserlich Japanischen Marine zu einem Umdenken hinsichtlich der Entwurfspolitik ihrer Zerstörer. Der Standardentwurf für die bisher im Krieg gebauten Flottenzerstörer, die Yūgumo-Klasse, hatte ein ausgezeichnetes Kriegsschiff hervorgebracht, dessen Fertigstellung aber zu lange dauerte. Ein schnelleres Bautempo war deshalb die Hauptforderung und angesichts des Charakters der vermutlichen Verwendung dieser Schiffe ergab sich als zweite Forderung ein gutes Überstehen eingetretener Schäden. Ebenfalls von Bedeutung waren die Torpedobewaffnung und eine gute Flakausstattung. Um so schnell wie möglich bauen zu können, wurde der Schiffskörper so einfach wie möglich entworfen und alle überflüssigen Krümmungen weggelassen. Des Weiteren fand das elektrische Schweißverfahren weitgehende Anwendung.
Zum ersten Mal bei japanischen Zerstörern gliederte sich die Antriebsanlage nach dem Einheitsprinzip mit wechselweiser Anordnung von Kessel- und Maschinenräumen. Diese Anordnung hätte normalerweise eine Steigerung der Schiffslänge verursacht. Da aber nur zwei Dampfkessel zum Einsatz kamen, war die Matsu-Klasse 19,17 m kürzer als die Yūgumo-Klasse. Dadurch verringerte sich jedoch die Antriebsleistung um mehr als 60 %, was zu einer Verringerung der Geschwindigkeit auf 28 Knoten führte. Da diese Zerstörer jedoch hauptsächlich im Geleitsicherungsdienst und zu Versorgungsfahrten eingesetzt werden sollten, spielte dies keine große Rolle. Eine weitere Abweichung von den Flottenzerstörern war die Verwendung des luftabwehrfähigen 127-mm-Geschützes des Typs 89 statt des Typs 3, welche auf diesen Standard waren. In klarer Erkenntnis der Tatsache, dass in Nahgefechten Torpedos von entscheidender Bedeutung waren, sollte die Matsu-Klasse ursprünglich mit einem Sechsfach-Torpdorohrsatz ausgestattet werden. Dies ließ sich jedoch nicht verwirklichen und so erhielt sie den standardmäßigen Vierfach-Torpedorohrsatz. Des Weiteren waren keine Lagerplätze für Reservetorpedos vorgesehen.
Die Matsu-Klasse ähnelt der Tachibana-Klasse sehr, weswegen manche Quellen die insgesamt 34 Schiffe als Matsu-Klasse bezeichnen mit den Untergruppen Matsu mit 18 Schiffen und Tachibana mit 16 Schiffen.

## Liste der Schiffe
| Bau-Nr.            | Name               | Bauwerft                | Kiellegung         | Stapellauf         | Indienststellung   | Verbleib |
| Kai-Maru 5 Keikaku | Kai-Maru 5 Keikaku | Kai-Maru 5 Keikaku      | Kai-Maru 5 Keikaku | Kai-Maru 5 Keikaku | Kai-Maru 5 Keikaku | Kai-Maru 5 Keikaku |
| ------------------ | ------------------ | ----------------------- | ------------------ | ------------------ | ------------------ | --- |
| 5481               | Matsu (まつ)       | Marinewerft Maizuru     | 8. August 1943     | 3. Februar 1944    | 29. April 1944     | versenkt am 4. August 1944 durch Artilleriefeuer der amerikanischen Zerstörer USS Ingersoll, USS Knapp und USS Cogswell, vor Chichi-jima in den Ogasawara-Inseln |
| 5482               | Take (竹)          | Marinewerft Yokosuka    | 15. Oktober 1943   | 28. März 1944      | 16. Juni 1944      | Kriegsbeute RN: 16. Juli 1947 |
| 5483               | Ume (梅)           | Fujinagata Zōsen, Osaka | 25. Januar 1944    | 24. April 1944     | 28. Juni 1944      | versenkt am 31. Januar 1945 durch Luftangriff, südlich von Formosa                                                                                               |
| 5484               | Momo (桃)          | Marinewerft Maizuru     | 5. November 1943   | 25. März 1944      | 10. Juni 1944      | versenkt am 15. Dezember 1944 durch amerik. U-Boot USS Hawkbill, westsüdwestlich von Luzon                                                                       |
| 5485               | Kuwa (桑)          | Fujinagata Zōsen, Osaka | 20. Dezember 1943  | 25. Mai 1944       | 25. Juni 1944      | versenkt am 3. Dezember 1944 durch Artillerietreffer im Gefecht, mit amerikanischen Zerstörern.                                                                  |
| 5486               | Kiri (きり)        | Marinewerft Yokosuka    | 1. Februar 1944    | 27. Mai 1944       | 14. August 1944    | Kriegsbeute UdSSR: 19. Juli 1947 |
| 5487               | Sugi (すぎ)        | Fujinagata Zōsen, Osaka | 25. Februar 1944   | 3. Juli 1944       | 25. August 1944    | Kriegsbeute China und als Hwei Yang in Dienst gestellt |
| 5488               | Maki (槇)          | Marinewerft Maizuru     | 19. Februar 1944   | 10. Juni 1944      | 10. August 1944    | Kriegsbeute RN: 14. August 1947 |
| 5489               | Momi (もみ)        | Marinewerft Yokosuka    | 1. Februar 1944    | 16. Juni 1944      | 3. September 1944  | versenkt am 5. Januar 1944 durch Luftangriff, westsüdwestlich von Manila                                                                                         |
| 5490               | Kashi (かし)       | Fujinagata Zōsen, Osaka | 5. Mai 1944        | 13. August 1944    | 30. September 1944 | Kriegsbeute USN: 7. August 1947 |
| 5492               | Kaya (かや)        | Marinewerft Maizuru     | 10. April 1944     | 30. Juli 1944      | 30. September 1944 | Kriegsbeute UdSSR: 5. Juli 1947 |
| 5493               | Nara (なら)        | Fujinagata Zōsen, Osaka | 10. Juni 1944      | 12. Oktober 1944   | 26. November 1944  | abgewrackt: Juli 1948 |
| 5496               | Sakura (さくら)    | Marinewerft Yokosuka    | 2. Juni 1944       | 6. September 1944  | 25. November 1944  | gesunken am 11. Juli 1945 – Minentreffer im Hafen von Osaka |
| 5497               | Yanagi (柳)        | Fujinagata Zōsen, Osaka | 20. August 1944    | 25. November 1944  | 8. Januar 1945     | abgewrackt: April 1947 |
| 5498               | Tsubaki (椿)       | Marinewerft Maizuru     | 20. Juni 1944      | 30. September 1944 | 30. November 1944  | abgewrackt: Juli 1948 |
| 5502               | Hinoki (檜)        | Marinewerft Yokosuka    | 4. März 1944       | 4. Juli 1944       | 3. September 1944  | versenkt am 7. Januar 1945 durch amerikanische Zerstörer, vor der Manilabucht                                                                                    |
| 5505               | Kaede (かえで)     | Marinewerft Yokosuka    | 4. März 1944       | 25. Juli 1944      | 30. Oktober 1944   | Kriegsbeute China und als Hen Yang in Dienst gestellt |
| 5508               | Keyaki (欅)        | Marinewerft Yokosuka    | 22. Juni 1944      | 30. September 1944 | 15. Dezember 1944  | Kriegsbeute USN: 5. Juli 1947 |

## Technische Beschreibung

### Rumpf
Der Rumpf eines Zerstörers der Matsu-Klasse war 100 Meter lang, 9,35 Meter breit und hatte bei einer Einsatzverdrängung von 1.554 Tonnen einen Tiefgang von 3,3 Metern.

### Antrieb
Der Antrieb erfolgte durch zwei Getriebeturbinen mit zwei ölbefeuerten Dampferzeugern – Kampon-Kesseln des Yarrow-Typs –  mit denen eine Gesamtleistung von 19.000 PS (13.974 kW) erreicht wurde. Die Leistung wurde an zwei Antriebswellen mit je einer Schraube abgegeben. Die Höchstgeschwindigkeit betrug 27,8 Knoten (51 km/h) und die maximale Fahrstrecke 4.680 Seemeilen (8.667 km) bei 16 Knoten.

### Bewaffnung

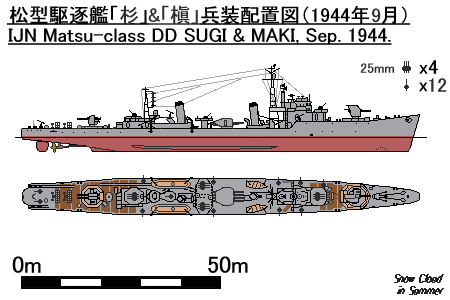
Aufstellung der Bewaffnung 1944

Die Artilleriebewaffnung bestand aus drei 12,7-cm-Geschützen des Typs 89 B-1 in Kaliberlänge 40 in einer Einzel- und einer Doppellafette. Diese waren in Bootsmittelline, einer vor dem Brückenaufbau (Einzellafette) und hinter dem achteren Deckshaus (Doppellafette) aufgestellt. Zur Flugabwehr standen vierundzwanzig 2,5-cm-Maschinenkanonen des Typ 96 zur Verfügung, die in vier Drillings- und zwölf Einzellafetten über das Schiff verteilt waren.
Des Weiteren ein Vierfachtorpedorohrsatz im Kaliber von 610 mm für Torpedos des Typs 93, zwei Wasserbombendoppelwerfer und zwei Ablaufschienen für 36 Wasserbomben.

### Radar

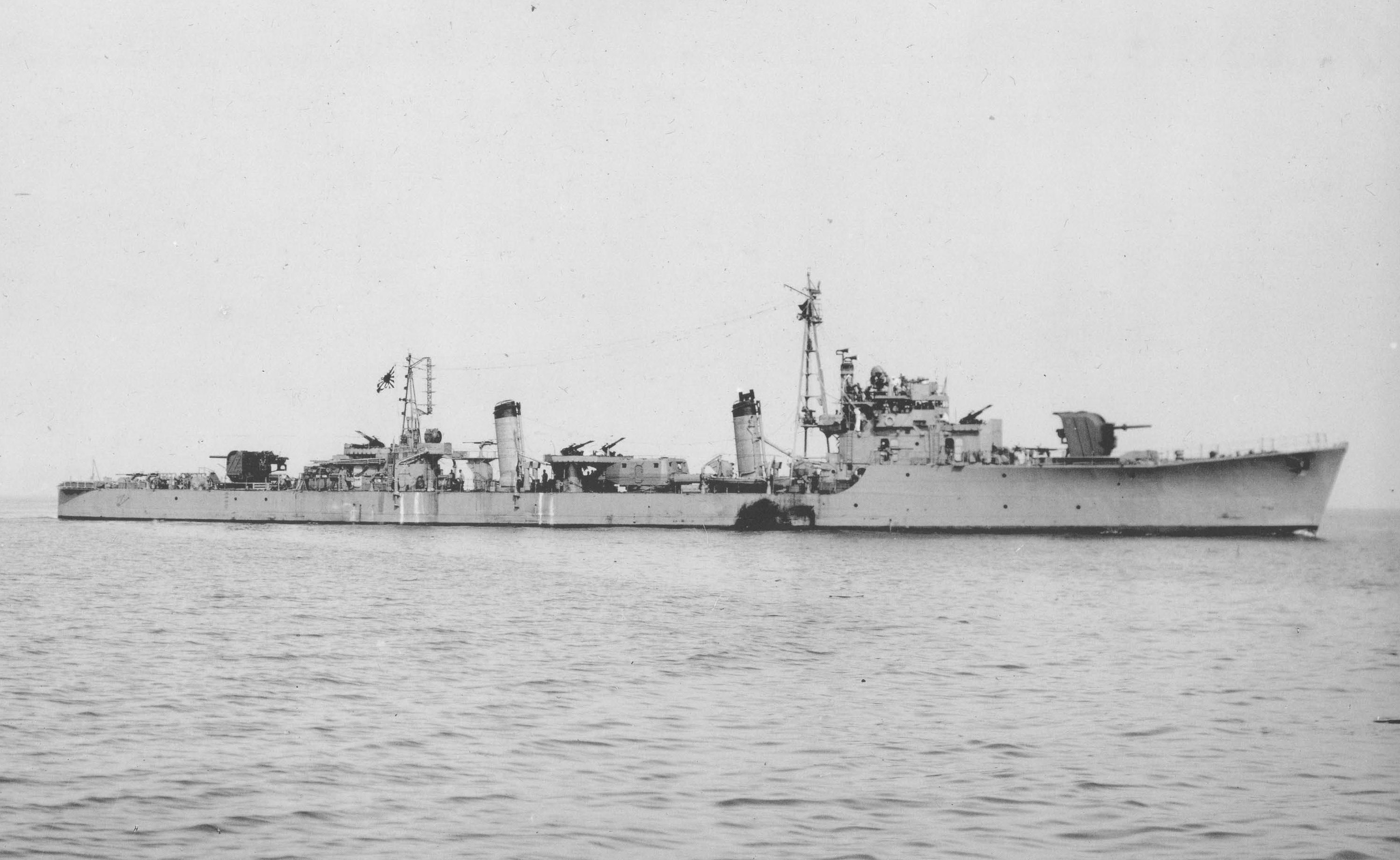
Zerstörer Momi im September 1944, gut zu erkennen die Leiterantenne des Typ 13 im achteren Mast und das Doppelhorn des Typ 22 am Ende der Brückenkonstruktion

Japanische Zerstörer waren nicht von Beginn des Pazifikkrieges an mit Funkmesstechnik ausgerüstet. Erst Mitte des Jahres 1943 erhielten erste ausgewählte Einheiten das Radar des Typs 22. Dieses zur Seeraumüberwachung und Feuerleitung fähige System, das aus einem Doppelhorn – eines zum Senden und eines zum Empfangen – bestand, war auf einem kleinen Mast am hinteren Teil der Brückenkonstruktion angebracht. Bedingt dadurch, dass frühe japanische Radargeräte unzuverlässig und ihr Bedienpersonal schlecht ausgebildet war, neigten Kommandanten dazu, Hinweise durch diese nicht ernst zu nehmen und sich auf die klassischen Aufklärungsmethoden, wie Ausgucke mit optischen Geräten zu verlassen. Dieses Vertrauen wurde immer problematischer, da die Amerikaner immer bessere Radarsysteme einführten und diese hauptsächlich zur Feuerleitung einsetzten.
Im Jahr 1944 erhielten die verbliebenen Zerstörer zur Luftraumüberwachung Geräte des Typs 13, die über eine lange Leiterantenne verfügte, die üblicherweise auf dem achteren Mast montiert war.

## Besatzung
Die Besatzung hatte eine Stärke von 113 Offizieren, Unteroffizieren und Mannschaften.